# Eta2 de l'Hidra Mascle
Eta² de l'Hidra Mascle (η² Hydri), sovint catalogada com a HD 11977, és una gegant groga situada aproximadament a 217 anys llum a la constel·lació de l'Hidra Mascle. Basant-se en la seva massa, havia estat probablement una estrella classe A (semblant a Vega o Fomalhaut) quan era part de la seqüència principal, però ara és en l'estat de gegant de la seva evolució. El 2005 es va confirmar que un planeta extrasolar l'orbitava.

## Sistema planetari
El 2005, el planeta gegant Eta² de l'Hidra Mascle b es va trobar en òrbita al voltant d'η² Hydri.
| Companya (per ordre des de l'estrella) | Massa    | Semieix major (ua) | Període orbital (dies) | Excentricitat | Inclinació | Radi |
| -------------------------------------- | -------- | ------------------ | ---------------------- | ------------- | ---------- | ---- |
| b                                      | >6,54 MJ | 1,93               | 711±8                  | 0,40±0.07     | —          | —    |